# Miloš Kirschner

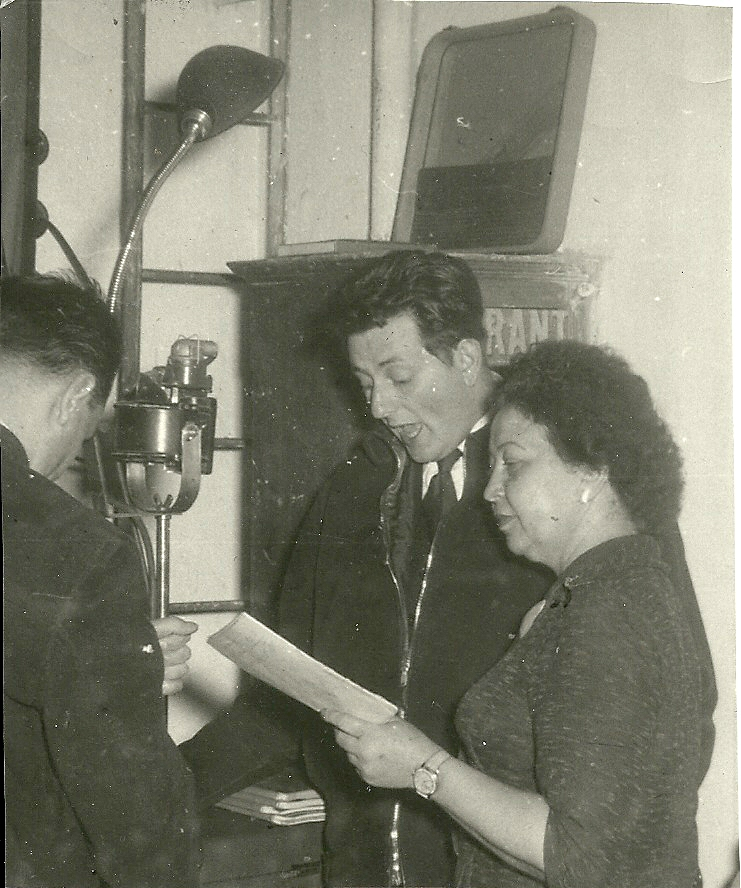
Božena Weleková und Miloš Kirschner (1958)

Miloš Kirschner (* 16. März 1927 in Prag; † 2. Juli 1996 ebenda) war ein tschechischer Puppenspieler, Schauspieler und Sänger sowie langjähriger Leiter und Hauptinterpret des Prager Puppentheaters Spejbl und Hurvínek.

## Leben
Kirschner studierte zunächst in Prag internationales Recht, bis er 1949 sein Studium aus politischen Gründen beenden musste. Anfang der 1950er Jahre wurde er wegen Dissidententätigkeit festgenommen und zu einer Haftstrafe verurteilt. Nach Haftende wurde er in das tschechoslowakische Strafbataillon „Pomocný technický prapor“ („Technische Hilfstruppen“) überstellt, die in den 1950er Jahren für die Umerziehung von Dissidenten innerhalb der Tschechoslowakischen Volksarmee gebildet worden war.
Nach Ende dieses Wehrdienstes wurde er 1951 in das Theater „Hurvinek und Spejbl“ in Prag aufgenommen. Bereits ab 1952 übernahm er die Hauptrollen. 1956 bestimmte ihn der langjährige Leiter Professor Josef Skupa zu seinem Nachfolger. Offiziell wurde er zum Leiter aber erst im Jahr 1966 ernannt. In dieser Position verblieb Kirschner bis zu seinem Tod, danach übernahm seine Ehefrau und langjährige Mitarbeiterin Helena Štáchová diesen Posten. Die Figuren Hurvinek und Spejbl übernahm ab 1996 Martin Klásek.
Unter der Intendanz von Miloš Kirschner entwickelte sich der legendäre Charakter des Puppenpaares Spejbl und Hurvínek in die heute bekannte Richtung. Er ging ein auf Tradition und Gegenwart und kam mit szenischen und thematischen Innovationen. So wurden von unten gelenkte Handpuppen ebenso eingesetzt wie Puppen in der Form des Schwarzen Theaters und auch Trickeffekte. Kirschner verfasste auch einen Großteil der Texte des Theaters, die meist sehr humorvoll und mitunter auch recht tiefgründig waren. Insbesondere nach Skupas Tod initiierte Kirschner einen Wechsel vom eher derberen Kabaretthumor zu feineren und geistreicheren Tönen, Wortspiele wurden ein Markenzeichen des Ensembles. Spejbl ist nun nicht länger eine durch und durch dumme und begriffsstutzige Person und Ziel des Spottes, sondern wird zu einer tiefgründigeren Figur, denen die Umstände und Zufälle immer wieder ungünstig mitspielen. Hurvínek hingegen verlor vieles seiner übertriebenen Frechheit. Im Unterschied zu Josef Skupa sprach er seinen Rollen auch in 17 Fremdsprachen, darunter neben den gängigen Sprachen wie Deutsch, Englisch und Französisch etwa auch Japanisch, Arabisch oder Flämisch. In 44 Bühnenjahren gastierte er in 30 Ländern.
Kirschner verfasste auch Fachartikel, schrieb Drehbücher und Bühnenstücke. Viele dieser Stücke sind auf Schallplatten aufgenommen worden. Auch beteiligte er sich an der Gestaltung des tschechoslowakischen Sandmännchens Večerníček. Außer im Theater war Kirschner auch im Fernsehen und Radio aktiv. So spielte er in Filmen mit, die in der Tschechoslowakei und im Ausland gedreht wurden. Für seine Arbeit wurde Kirschner mit einer Reihe von Preisen geehrt.

## Diskografie (Auswahl)
deutsch
- Spejbl und Hurvínek ganz groß..., Aria, Prag 1969
- Spejbls Amorosiade, Supraphon, Prag 1974
- Spejbl und Hurvínek zum Geburtstag, Aria, Prag 1975 (mit erläuterndem Text von Pavel Grym)
- Hurvinek unter den Käfern, Supraphon, Prag
- Hurvíneks Schneemann, Supraphon, Prag 1977 (auch Litera, Berlin 1977)
- Spejbls herzliche Metaferosen, Aria, Prag 1980 (mit erläuterndem Text von Pavel Grym)
- Hurvinek macht Ferien, Supraphon, Prag
- Spejbls Urlaub mit Hurvínek, Supraphon, Prag 1982
- Hurvínek im Traumland, Aria, Prag 1982

tschechisch
- 2004: Dobrý večer s Waldemarem – FR, CD – 10. Ach ta láska nebeská – Waldemar Matuška & Miloš Kirschner & Helena Štáchová